# Jores Okore
Tetchi Jores Charlemagne Okore (* 11. August 1992 in Abidjan) ist ein dänisch-ivorischer Fußballspieler.

## Kindheit
Jores Okore kam 1992 in der ivorischen Stadt Abidjan zur Welt, wanderte jedoch in frühester Kindheit mit seiner Familie nach Dänemark aus und wuchs in der Hauptstadt Kopenhagen auf.

## Karriere

### Verein
Okore begann mit dem Fußball in der Jugend von B.93 Kopenhagen. Danach ging er 2008 in die Jugend des FC Nordsjælland. Obwohl er noch der Jugendmannschaft angehörte, wurde er in der Rückrunde der Saison 2010/11 auch in den Profikader berufen. Am 3. April 2011 wurde er kurz vor der Halbzeit für den verletzten Michael Parkhurst eingewechselt und gab damit sein Profidebüt in der Superligaen. Danach spielte er nicht nur während der Ausfallzeit von Parkhurst, sondern bis zum Saisonende jede Partie über die volle Spielzeit.
In seinem zweiten Jahr dauerte es bis zum fünften Spieltag, bis er sein Saisondebüt gab, danach gehörte er aber erneut der Stammelf an. Sein erstes Tor im Profifußball schoss er am 18. September 2011, als er am neunten Spieltag gegen Brøndby IF den Treffer zum 2:0-Endstand markierte. Zwei Spiele verpasste er nach einer Rotsperre am 21. Spieltag. Insgesamt kam er in der Saison 2011/12 25 Mal zum Einsatz und erreichte mit dem Verein die dänische Meisterschaft.
Am 13. Juni 2013 unterschrieb Okore einen Vierjahresvertrag beim englischen Premier-League-Club Aston Villa.
Im Sommer 2016 wechselte er zum FC Kopenhagen und feierte dort das Double. Zur Saison 2017/18 schloss er sich Ligarivale Aalborg BK an und wurde auf Anhieb wieder Stammspieler. Dort absolvierte er bis Anfang 2021 über 120 Pflichtspiele (5 Tore) und wechselte dann weiter zum chinesischen Erstliga-Aufsteiger Changchun Yatai. Hier war er drei Spielzeiten aktiv und absolvierte 78 Partien (3 Tore) in der Chinese Super League. Am 6. September 2024 folgte dann nach acht Monaten Vereinslosigkeit die Rückkehr zu seinem Heimatverein B.93 Kopenhagen, der mittlerweile in der zweiten dänischen Liga spielt.

### Nationalmannschaft
Jores Okore stand mehrmals im Kader der dänischen U-18-Auswahl, ein Einsatz blieb ihm jedoch verwehrt. Am 6. September 2011 bestritt er dann sein erstes Spiel für die U-21-Nationalmannschaft Dänemarks. Beim 2:0-Sieg gegen Nordirland wurde er zu Beginn der zweiten Halbzeit für Mathias Wichmann eingewechselt.
Am 6. November 2011 nominierte Morten Olsen Okore für den Kader der A-Nationalmannschaft. Hierbei ersetzt er den verletzten Simon Kjær. Okore wurde für die Spiele gegen Finnland und Schweden aufgeboten. Gegen Schweden wurde er am 11. November 2011 in der 62. Minute für Andreas Bjelland eingewechselt. Gegen Finnland spielte er vier Tage später über die gesamten 90 Minuten. 2012 wurde er zwei weitere Male für Länderspiele nominiert. Obwohl er nicht zum Einsatz kam, wurde er Ende Mai in den Nationalmannschaftskader für die Fußball-Europameisterschaft 2012 berufen. Weil Okore bei der EM 2012 zu keinem Einsatz kam, hätte er auch noch den Verband wechseln und für sein Geburtsland, die Elfenbeinküste spielen können. Sein Pflichtspiel-Debüt für Dänemark gab Okore erst am 11. Juni 2013, als er bei einem 0:4 gegen Armenien anlässlich der Qualifikation für die WM 2014 eingewechselt wurde. Seit diesem Spiel kann Okore den Verband nicht mehr wechseln.

## Erfolge
- Dänischer Meister: 2012, 2017
- Dänischer Pokalsieger: 2010, 2011, 2017